# A Guy Called Gerald
A Guy Called Gerard is de artiestennaam van acid-housepionier Gerald Simpson (Moss Side, Manchester, 16 februari 1967). In de jaren 90 veranderde hij zijn stijl naar drum-'n-bass.

## 808 State
Gerald Simpson werd op 16 februari 1967 geboren in Manchester. In de jaren tachtig raakt hij betrokken bij de Britse muziekscene. Zo maakt hij onderdeel uit van de kort levende formatie Scratchbeat masters, die enkel de single Wax on the melt uitbrengen. In 1987 richtte hij met Graham Massey en Martin Price, die hij uit een platenzaak kent, de groep 808 State op. Hiermee werkte hij mee aan het album Newbuild, dat het eerste Britse acid-housealbum is. Ook is hij betrokken bij de hit Pacific State van de groep. In 1989 verliet Gerald de band echter na een conflict over de credits van deze laatste single. Het loopt zo hoog op dat de rechter er aan te pas moet komen. Om zich af te reageren maakt hij zelfs de track Specific Hate.

## Solo
Voor hij uit 808 State vertrok was hij al begonnen met een solocarrière. In 1988 verschijnt de ep Voodoo Ray. Het titelnummer hiervan neemt hij op met een vrouwelijke huisgenote op. Hij laat haar een stuk woordeloze zang opnemen en laat die in de track zowel vooruit als achteruit afspelen. Eigenlijk zou de plaat Voodoo Rage hebben moeten heten, maar door gebrek aan ruimte op de sampler werd het Voodoo Ray. Het nummer broeide een tijdje in de underground en werd in 1989 een Britse top 20-hit. Het nummer staat op zijn debuutalbum Hot Lemonade. Financieel houdt hij niets aan deze platen over. Het label gaat failliet en de eigenaar verdwijnt. Gerald speelt zich met zijn platen wel in de kijker van John Peel, die in 1989 een korte Peel-session met hem opneemt. Een jaar later kwam zijn tweede album uit. Op Automanikk werkte hij samen met de Detroitse technoproducer Derrick May. Hierna richtte hij Juice Box Records op.

## Drum-'n-bass
In 1992 werd hij een van de pioniers van een nieuwe trend, de muziekstijl jungle, ook wel bekend als drum-'n-bass. Met het album 28 Gun Bad Boy (1992) bracht hij een van de eerste albums in dit genre uit. Na dit album laat hij het geluid evolueren tot een meer melodieus en futuristisch geluid. In 1994 verschijnt de single Finley's Rainbow, waarop hij samenwerkt met zanger Finley Quaye. Het is de voorbode van Black Secret Technology (1995) waarop ook Goldie te gast is. Het album wekt de interesse van David Bowie, die het als inspiratie gebruikt voor diens album Earthling. In 1995 vormt hij met Goldie ook het eenmalige project The Two G's, waarmee de dubbelsingle Energy/The Reno wordt uitgebracht. 
In 1997 verhuisde Gerald naar New York en begint aan een nieuw album. Hij stopt met Juice box en sluit zich aan bij het label !K7 Records. In 1999 is hij weer te gast bij John Peel voor een uitgebreidere sessie. Daarnaast nam hij het album Essence op, dat meer echte liedjes bevatte. Hiervoor huurde hij enkele vocalisten in, waaronder Louise Rhodes (Lamb), David Simpson, Lady Miss Kier (Deee-Lite) en Wendy Page. In 2005 werd dit gevolgd door het rustigere To All Things What They Need.
Daarna bracht hij twee mixalbums uit, namelijk Proto Acid / The Berlin Sessions (2006) en Tronic Jazz / The Berlin Sessions (2010).
Na een tijd van relatieve stilte rondom releases komt hij in 2001 met de ep Britain's Dirty Little Secret. Deze ep produceert hij op uitnodiging van zijn vrienden Mehdi Ansari, Siamak Amidi en Salar Ansari uit Dubai, die daar het Moozikeh Analog Room label beheren. De vrienschap is ontstaan als hij in 2013 een van hun feesten bezoekt.

## Discografie

### Studioalbums
- Hot Lemonade 1989
- Automanikk 1990
- 28 Gun Bad Boy 1992
- Black Secret Technology 1994
- Essence 2000
- To All Things What They Need 2005

### Verzamel/mix
- The John Peel Sessions 1989
- The John Peel Sessions – A Guy Called Gerald 1999
- Proto Acid – The Berlin Sessions 2006
- Tronic Jazz – The Berlin Sessions 2010

### Singles / 12" (A Guy Called Gerald unless specified)
- Voodoo Ray 1988
- Hot Lemonade 1989
- Trip City 1989
- FX 1989
- Automanikk 1990
- Emotions Electric 1990
- Disneyband / Anything 1991
- Inertia - Nowhere to Run 1991
- Digital Bad Boy 1992
- Cops 1992
- Ses Makes You Wise 1992
- The Musical Magical Midi Machine 1992
- Changing 1992
- I Feel The Magic 1993
- Strange Love – Ricky Rouge 1993
- When You Took My Love – Ricky Rouge 1993
- Ricky Rouge - De Ja Vu 1993
- Ricky Rouge - Song For Every Man 1993
- Inertia - Satisfaction 1993
- Inertia - Fragments 1993
- Inertia - Too Fucked to Dance 1993
- The Glok 1993
- Nazinji-zaka 1993
- Darker Than I Should Be 1993
- Finley's Rainbow 1995
- So Many Dreams 1996
- Radar Systems 1998
- Fever 2000
- Humanity 2000
- First Try 2005
- Flo-ride 2005
- Is Man In Danger 2005
- Sufistifunk 2006
- Time to Jak 2006
- Proto Acid / The Berlin Sessions 1 2006
- Proto Acid / The Berlin Sessions 2 2006
- In Ya Head 2008
- Tronic Jazz / The Berlin Sessions 1 2010
- Tronic Jazz / The Berlin Sessions 2 2010
- Tronic Jazz / The Berlin Sessions 3 2010
- Tronic Jazz / The Berlin Sessions 4 2010
- Falling (ft. Tom Clark And Benno Blome)
- How Long Is Now (2012)
- Journey To The Sun (2016)
- Britain's Dirty Little Secret (2021)

- Catàleg d'autoritats de noms i títols de Catalunya: 981058523916006706
- Gemeinsame Normdatei: 134674723
- International Standard Name Identifier: 0000 0000 5553 1635
- Library of Congress Control Number: no2001030719
- MusicBrainz: b343730d-a34e-44d5-9191-a83f00231716
- Nationale Bibliotheek van Tsjechië: xx0184790
- Virtual International Authority File: 56260270
- WorldCat: E39PBJhRCtJg88c4PWk6BMbrv3